# Flo Rida
Tramar Dillard eller bedre kendt som Flo Rida (født 16. december 1979) er en amerikansk rapper, som har lavet numre med mange kendte kunstnere blandt andet akon, Will.i.am , Timberland, Rick Ross og flere. 
Han er født i Miami, Florida men vokset op i Carol City. Som teenager var han med i en lokal rapgruppe som hed 2 Live Crew. Senere var han med i populære rap mixtapes fks. We the Best af DJ Khaled fra 2006. hans single "Low" med T-Pain var nummer 1 i 10 uger på Boogie listen.

## Diskografi
Albums
| År   | Titel                 | Udgivet     |
| ---- | --------------------- | ----------- |
| 2008 | Mail on Sunday        | 18 marts    |
| 2009 | R.O.O.T.S.            | 31 marts    |
| 2010 | Only One Flo (Part 1) | 24 november |
| 2012 | Wild Ones             | 3 juli      |